# Brett DiBiase
Brett DiBiase (16 de marzo de 1988) es un luchador profesional estadounidense retirado. DiBiase trabajó toda su carrera en el territorio de desarrollo de la WWE, la Florida Championship Wrestling (FCW). Su único logro es un reinado como Campeón en Parejas de Florida de la FCW junto a Joe Hennig.
DiBiase es un luchador profesional de tercera generación. Su abuelo "Iron" Mike Dibiase, y abuela Helen Hild fueron luchadores profesionales, como era su padre, "The Million Dollar Man" Ted DiBiase. Los dos hermanos mayores de DiBiase, Mike y Ted Jr., también son luchadores profesionales.

## Carrera

### World Wrestling Entertainment / WWE (2008-2011)
DiBiase hizo su debut en el territorio de desarrollo de la World Wrestling Entertainment (WWE), Florida Championship Wrestling (FCW), a mediados de 2008. El 19 de agosto DiBiase derrotó a Sheamus O'Shaunessy, pero fue derrotado por Stu Sanders la semana siguiente. A lo largo del fin de año, continuó luchando en la FCW, compitiendo contra luchadores incluyendo a Gavin Spears, Dolph Ziggler y Sinn Bowdee.
A principios de 2009, DiBiase compitió esporádicamente para FCW, aunque regularmente se asoció con el luchador Maverick Darsow, en febrero. También compitió en tanto combates de equipo como individuales y derrotó a Byron Saxton a finales de marzo. DiBiase hizo su debut en la televisión de la FCW en el episodio del 17 de mayo de 2009, derrotando a Dylan Klein. Unas semanas más tarde, DiBiase compitió en una Battle Royal para convertirse en el contendiente número uno por el Campeonato Peso Pesado de Florida de la FCW, pero fue eliminado.
El 23 de agosto en SummerSlam interfirió en el combate entre Randy Orton y John Cena para ayudar a Orton a retener el título atacando al árbitro. La noche siguiente DiBiase apareció en RAW en el backstage y se reveló como fan de The Legacy. En diciembre de 2009, hizo pareja con Joe Hennig, siendo conocidos como The Fortunate Sons, con quien ganó el Campeonato de Florida en Parejas de la FCW al derrotar a The Dudebusters (Caylen Croft & Trent Barreta) el 14 de enero de 2010. Sin embargo, lo perdió el 13 de marzo de 2010 ante The Usos (Jimmy & Jules). El 8 de abril, Hennig le echó la culpa a Brett por su derrota, enfrentándose ese mismo día los dos en un combate que terminó en doble descalificación. El 29 de abril, volvieron a enfrentarse, pero Brett sufrió una lesión de rodilla durante la lucha. Tras esto, fue intervenido el 18 de mayo por una torcedura en el ligamento cruzado anterior. Durante su rehabilitación, ejerció como comentarista de la FCW.
En mayo de 2011, empezó a entrenar para ser árbitro por sus problemas de rodilla. El 22 de agosto, su padre dijo que, debido a sus continuos problemas con la rodilla tras cuatro operaciones, había decidido abandonar su carrera como luchador profesional. Acorde a su padre, fue liberado de su contrato a final del mes. Tuvo que retirarse por una lesión

## En lucha

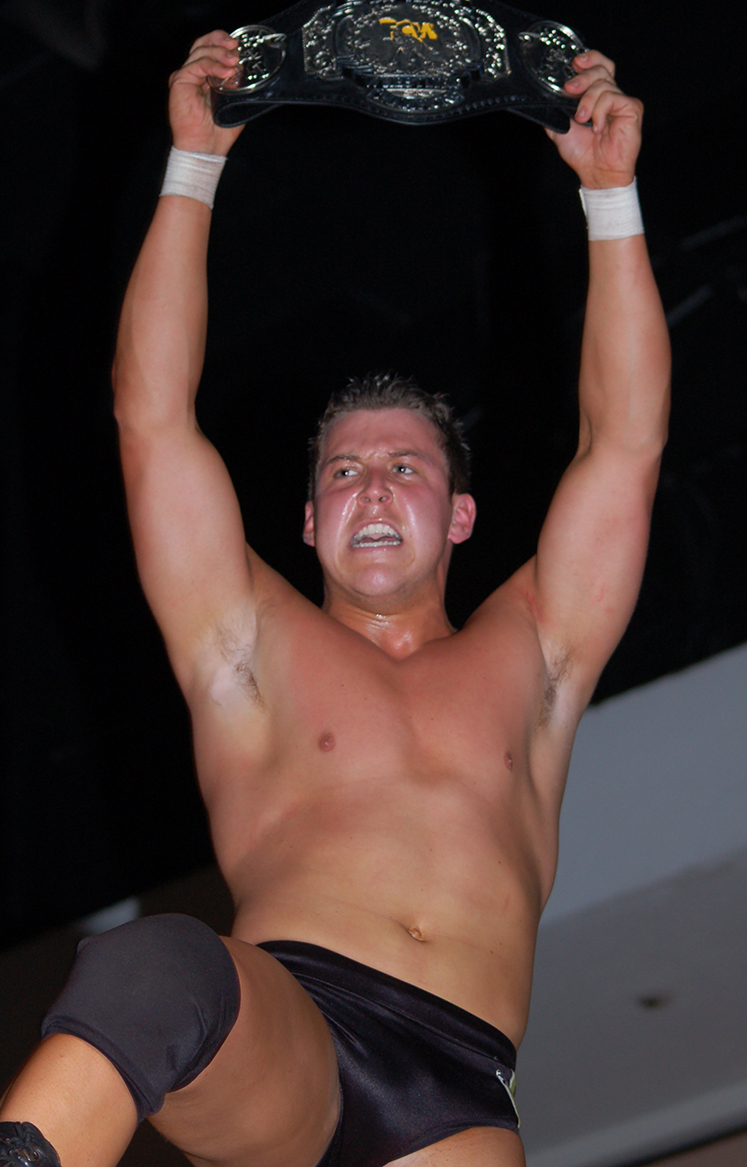
DiBiase como Campeón de Florida en Parejas de la FCW.

- Movimientos finales
  - Missile dropkick

- Movimientos de firma
  - Russian legsweep
  - Dropkick
  - Knee drop

## Campeonatos y logros
- Florida Championship Wrestling
  - FCW Florida Tag Team Championship (1 vez) - con Joe Hennig
- Pro Wrestling Illustrated
  - Situado en el Nº309 en los PWI 500 de 2009[23]
  - Situado en el Nº164 en los PWI 500 de 2010[24]